# Línguas coreânicas
As línguas coreânicas (em coreano: 한국말‎; romaniz.: hanguk-mal; em coreano: 한국어; romaniz.: hanguk-eo) são uma família de línguas que incluem a língua coreana e a língua jeju. É uma língua com aproximadamente 81,5 milhões de falantes em 2020.  Os falantes fora da Coreia estão concentrados principalmente na China (aproximadamente 2,2 milhões), Estados Unidos (aproximadamente 1,3 milhões), Japão (cerca de 700.000) e na região central da Ásia (aproximadamente 500.000).
O coreano tem sido amplamente documentado desde a introdução do alfabeto hangul no século XV. As versões anteriores do coreano usando caracteres chineses são muito mais difíceis de interpretar. Todas as variedades modernas descendem do coreano antigo do Estado de Silla. 

## A origem
A teoria mais popular sobre as origens da língua coreânica afirma que o coreano é um membro da família das línguas altaicas.  Alexander Vovin observa que o coreano compartilha algumas características tipológicas com as quatro famílias de línguas paleosiberianas e sugere que, na verdade, tem mais em comum com a família das línguas paleosiberianas (que são agrupamentos geográficos por áreas, ao invés de genético) do que com a suposta língua altaica.
Atualmente, os linguistas históricos classificam a língua coreânica como  uma língua isolada. Houve muitas tentativas de vincular o coreano com outras famílias de línguas, na maioria das vezes com as línguas tungúsicas (também chamadas de Manchu-Tungus) ou com as línguas japônicas, mas nenhuma ligação genética foi demonstrada de forma conclusiva. Entre os linguistas, o professor Alex Baratta da Universidade de Manchester do Reino Unido, o professor  Stefan George da Universidade de Cambridge e o professor Mauricio J. Mixco, da Universidade de Utah são acadêmicos representativos que apoiam a classificação da língua coreânica como uma língua isolada. Os estudiosos que apoiam a teoria da língua isolada enfatizam que o vocabulário comum entre as línguas altaica e coreânica é pequeno ou difícil de reconstruir.

## Línguas existentes

### Coreano
O coreano é uma língua relativamente homogênea, com pequenas diferenças dialéticas baseadas na geografia. Sete zonas dialetais são frequentemente reconhecidas. A península é extremamente montanhosa e o "território" de cada dialeto corresponde intimamente às fronteiras naturais entre as diferentes regiões geográficas da Coreia.
A língua padrão (pyojun-eo ou pyojun-mal) da Coreia do Sul é baseada no dialeto da área ao redor de Seul, capital da Coreia do Sul e a língua padrão da Coreia do Norte é influenciado pelo dialeto de P'yŏngyang após a Guerra da Coreia. Os dois padrões têm diferenças fonéticas e lexicais. Muitos empréstimos foram eliminados do padrão norte-coreano, enquanto a Coreia do Sul expandiu o vocabulário sino-coreano e adotou empréstimos, especialmente do inglês.
No final do século XIX e início do século XX, em resposta às colheitas ruins e à anexação japonesa da Coreia, muitos trabalhadores foram transferidos à força para a Manchúria como parte da ocupação japonesa da Manchúria e emigraram do norte da península para a parte sul de Primorsky Krai, no Extremo Oriente da Rússia. Atualmente cerca de 2,2 milhões de coreanos habitam na China, principalmente na província fronteiriça de Yanbian, onde o idioma oficial é coreano.
Cerca de 250.000 coreanos que viviam em Primorsky Krai na década de 1930 foram levados à força pelo Governo Soviético para a Ásia Central Soviética, particularmente Uzbequistão e Cazaquistão Há pequenas comunidades coreanas espalhadas por toda a Ásia central, mantendo formas de coreano conhecidas coletivamente como Koryo-mar. Há também uma população coreana em Sakhalin, descendente de pessoas transferidas à força pelos japoneses antes de 1945.
A maioria dos coreanos no Japão são descendentes de imigrantes durante a ocupação japonesa. A forma do coreano falado no Japão também mostra a influência do japonês, por exemplo, em um sistema vocálico reduzido e algumas simplificações gramaticais. Os falantes de coreano também são encontrados em todo o mundo, por exemplo na América do Norte, onde o Coreano de Seul é aceito como padrão.

#### Dialetos do Coreano
Todos dialetos do coreano são semelhantes entre si (com exceção de frases específicas do dialeto ou vocabulário não padrão exclusivo para dialetos), embora o dialeto da Ilha de Jeju seja divergente o suficiente para ser às vezes classificado como um idioma separado. A maioria dos dialetos tem o nome de uma das oito províncias tradicionais da Coreia.
- Hamgyong (Nordeste);
- Pyongan (Noroeste);
- Região Central (Seul);
- Chungcheong;
- Gyeongsang (Sudeste): Esse dialeto é facilmente distinguido do dialeto de Seul porque seu tom é mais variado. Seis vogais, i, e, a, eo, o, u.
- Jeolla (Sudoeste); 10 vogais: i, e, ae, a, ü, ö, u, o, eu, eo.
- Jeju.

Os dialetos de Yanbian na província chinesa de Jilin são incluídos no grupo de Hamgyong do nordeste. Os dialetos diferem na palatalização e nos retroflexos do acento do coreano médio, vogais, fricativas sonoras, no meio de palavra /k/ e começo de palavra /l/ e /n/. Uma das diferenças mais salientes entre os dialetos é o uso do tom: os falantes do dialeto da Região Central usam a duração da vogal, enquanto os falantes do dialeto Gyeongsang mantêm o acento do coreano médio. Alguns dialetos são conservados, mantendo sons do coreano médio (como s, z, β, ə) que foram perdidos da linguagem padrão, enquanto outros são altamente inovadores.

### Jeju
A língua jeju (em coreano: 제주어; romaniz.: Jeju-eo; em coreano: 제줏말; romaniz.: jejun-mal; ou em coreano: 제주말; romaniz.: Jeju-mal), é uma língua coreana tradicionalmente falado na Ilha de Jeju, Coreia do Sul. Embora classificado frequentemente como um dialeto da língua coreana dialeto da língua coreana (em coreano: 제주 방언; romaniz.: Jeju bang'eon), ele é diferente dos dialetos continentais da Coreia do Sul, e pode ser considerada como uma língua separada.

A língua Jeju surgiu em meados do fim do século 11 e acredita-se que tenha surgido do coreano antigo ou do coreano médio que veio de Goryeo. A língua Jeju compartilha bastante vocabulário básico e gramática com a língua coreana. Isso sugere que a língua Jeju claramente compartilha as mesmas raízes do coreano. A língua Jeju já era divergente do Coreano de Seul por volta do século XV e era incompreensível para os visitantes coreanos do continente no século XVI. Kim Sang-heon (em coreano: 金尙憲; romaniz.: Kim Sang-heon; 1570~1652), que serviu como comissário de pacificação (em coreano: 안무어사; romaniz.: anmueosa) na ilha entre 1601 a 1602, fornece seis palavras na "língua provinciana" com cognatos claros no Jeju moderno e também escreve no diário Namsarok (em coreano: 南槎錄; romaniz.: Namsarok; lit. "Registros de Namsa") em agosto de 1601:    
"귀양살이를 한 신장령(申長齡) 역관 이었는데 일찍이 말하기를 '이 섬의 말이 중국말과 아주 흡사하여 소나 말을 몰 때의 소리는 더욱 분간하지 못하겠다..... 대개 기후가 중국과 차이가 없어서 그러한 것인지 일찍이 원나라가 점거 하여 관리를 여기에 둠 때문에 중국말과 서로 섞여서' 하였다. 내가 들은 바는 지지(地誌)에 이르지 못하나 소위 사투리란 다만 높고 가늘어 알아 듣지 못하여 그럴 것이다. 숲을 곶이라 하고 메뿌리를 오름이라고 하는 등의 말은 앞서 얘기했다." 
Ele disse:  
A língua desta ilha é muito semelhante à língua chinesa, por isso nem consigo distinguir o som enquanto conduz o gado ou cavalos. Talvez seja porque a dinastia Yuan o ocupou e colocou funcionários aqui, então foi misturado com chinês. ' O que ouvi não chega ao solo, mas o chamado dialeto é apenas agudo e fino, então não consigo entender. Mencionei antes que a floresta se chama 'gôt' e Meppuri se chama 'oreum'. 
A língua Jeju permaneceu como a língua dominante nas esferas pública e privada mesmo sob o domínio colonial japonês (1910–1945), embora muitos empréstimos japoneses tenham entrado no léxico. A migração em grande escala do povo Jeju para o Japão começou em 1911, e 38.000 habitantes da Ilha de Jeju viviam apenas em Osaka em 1934. A imigração para o Japão continuou mesmo após a independência coreana na década de 1940. Jeju ainda é falado por membros mais velhos dessas comunidades da diáspora, embora indivíduos mais jovens falem japonês como sua língua nativa e não sejam fluentes em Jeju.
A lingua Jeju foi severamente prejudicada pelo Incidente de Jeju de 1948, a Guerra da Coreia e a modernização da Coreia do Sul. Todos os falantes fluentes que permaneceram na Ilha de Jeju agora têm mais de setenta anos. A maioria das pessoas na Ilha de Jeju agora fala uma variedade de coreano com substrato de Jeju.  As organizações não governamentais e com a Lei da Língua para a Preservação e Promoção da Língua Jeju (em coreano: 제주어 보전 및 육성 조례; romaniz.: Jeju-eo bojeon mit yukseong jorye) trabalham para preservar essa língua. Em 2011, a UNESCO classificou a Língua Jeju como língua criticamente ameaçado, o mais alto nível de perigo linguístico possível. Os esforços de revitalização estão em andamento .
A língua Jeju tem nove vogais simples  [i, e, ɛ, ɨ, ǝ, a, u, o, ᴧ] e 13 ditongos (ye, yɛ, yŏ, ya, yu, yo, yᴧ, wi, we, wɛ, wŏ, wa, ŭy). A característica mais saliente do sistema vocálico é a existência da vogal central posterior não arredondada [ᴧ], um descendente direto do coreano médio ó (escrita com a letra hangul ⟨ㆍ⟩.
Muitos substantivos terminados em uma vogal mostram traços da adição de -i, que precedeu a vogal original.
| Português           | Língua Jeju | Dialeto de Seul |
| ------------------- | ----------- | --------------- |
| peixe cavalinha     | kotungey    | kotunge         |
| vinho de arroz doce | kamcwi      | kamcwu          |
| remo                | nwuey       | no              |

O comportamento de palatalização para língua Jeju é semelhante ao de outros dialetos do sul. Jeju experimentou palatalização de t- e também passou por k- e h-, a palatalização como em cilta (kilta), 'ser longo', sey (hye), 'língua'.
Alguns sufixos fossilizados peculiares da língua Jeju são -ang, - (ay) ngi, e -ayki:
| Português           | Língua Jeju | Dialeto Seul |
| ------------------- | ----------- | ------------ |
| mar                 | patang      | pata         |
| avô                 | halwupang   | halapeci     |
| pai                 | apang       | apeci        |
| pássaro             | sayngi      | say          |
| caranguejo          | keyngi      | key          |
| filhote de cachorro | kangsayngi  | kangaci      |
| bezerro             | songayki    | songaci      |
| concha              | cokayngi    | cokay        |
| ovo                 | tᴧksayki    | talkyal      |
| cabaça              | paksayki    | pakaci       |

E também apresenta a combinação /jʌ/, que o Hunminjeongeum Haerye do século 15 afirma que não era encontrada na linguagem padrão da época, mas ocorria em alguns dialetos. Isso sugere que a língua Jeju divergiu de outros dialetos já algum tempo antes do século 15.

### Yukjin (Ryukchin ou Yukchin)
O dialeto Yukjin (em coreano: 육진방언 (hangul)/六鎭方言 (hanja); romaniz.: Yukjin bang'eon; lit. "seis guarnições" ou "seis aldeias"), é um dialeto ou uma língua coreana falada na região histórica de Yukjin no nordeste da Coreia, ao sul do rio Tumen.
Quando o Rei Sejong expulsou os Jurchen do que agora é a parte mais ao norte da província de Hamgyong do Norte em 1434, ele estabeleceu seis guarnições (Yukchin) na curva do rio Tumen — Kyŏnghŭng, Kyŏngwŏn, Onsŏng, Chongsŏng, Hoeryŏng e Puryŏng — povoadas por imigrantes do sudeste da Coreia.
É um dialeto bem conservador em termos de fonologia e léxico, preservando muitas formas do coreano médio. Em particular, Yukjin não foi afetado pela palatalização encontrada na maioria dos outros dialetos. Assim, alguns linguistas classificam-no como uma língua distinta. Os falantes de Yukjin atualmente vivem não apenas na região do rio Tumen, agora parte da Coreia do Norte, mas também em comunidades da diáspora no nordeste da China e na Ásia Central que se formaram nos séculos XIX e XX. Cerca de 10 por cento dos falantes de coreano na Ásia central usam o dialeto Yukjin.
O dialeto Yukjin tem oito vogais, correspondendo às oito vogais do coreano padrão de Seul.  Em Yukjin, a vogal wo (padrão Seul [o]) é mais aberta e u (Seoul [ɨ ~ ɯ]) é mais posterior. Ao contrário do coreano de Seul, onde a vogal do coreano médio /ʌ/ quase sempre mudou para /a/ na primeira sílaba de uma palavra, Yukjin mudou /ʌ/ para /o/ após consoantes labiais.
Muitas características do coreano médio são preservadas no dialeto:
- O acento tonal caso contrário, encontrado apenas em outras variedades de Hamgyong e no sul do Dialeto Gyeongsang[32]

- a distinção entre s- e sy-, é preservada em Yukjin[32]

- uma falta de palatalização do t(h)i-, t(h)y- para c(h)i-, c(h)[14]

- preservação no início n- antes de i e y[19][14]

A preservação da raiz de substantivos alternativos do coreano médio que aparecem quando seguidos por um sufixo inicial de vogal, por exemplo Yukjin namwo "árvore" mas nangk-ey "na árvore" (coreano médio namwo e namk-oy, Seul namwu e namwu-ey)
Em alguns aspectos, Yukjin é mais conservador do que o coreano médio do século XV. Por exemplo, o coreano médio expressou fricativas vozeadas /ɣ/, /z/ e /β/, que desapareceram na maioria dos dialetos modernos. Provas de reconstrução interna sugere que essas consoantes surgiram de lenição do /k/, /s/ e /p/ em ambientes dublados. Yukjin costuma manter /k/, /s/ e /p/ nestas palavras:
| Português     | Coreano Médio        | Coreano de Seul    | Yukjin               |
| ------------- | -------------------- | ------------------ | -------------------- |
| para informar | 알외 alGwoy- /alɣoj/ | 아뢰 alwoy- /alwe/ | 알귀 alkwuy- /aɾkwi/ |
| outono        | ᄀᆞᅀᆞᆯ kozol /kʌzʌl/   | 가을 kaul /kaɯl/   | 가슬 kasul /kasɯɾ/   |
| bicho de seda | *누ᄫᅦ *nwuWey *nuβəj | 누에 nwuey /nue/   | 느베 nupey /nɯpe/    |

## Protocoreano
O protocoreano é a protoforma das línguas coreânicas que era falada nas Idades do Bronze (por volta de 2500 a.C). A história da Coreia tem o início a partir da Dinastia Gojoseon, o legendário Dangun, o primeiro rei que governou a partir do ano 2333 a.C.  O protocoreano evoluiu para o coreano antigo que foi quando os Três Reinos da Coreia foram formados (668 a 935). Tradicionalmente, o coreano antigo termina com a queda de Silla em 935. O coreano médio é o período da história da língua coreana que sucedeu do coreano antigo e cedeu em 1600 ao período moderno. A fronteira entre os períodos Antigo e Médio é tradicionalmente identificada com o estabelecimento de Goryeo em 918, mas alguns estudiosos defendem a época das invasão dos mongóis na Coreia (meados do século 13). O coreano médio é frequentemente dividido em períodos inicial e tardio correspondentes a Goryeo (até 1392) e Joseon, respectivamente. É difícil extrair informações linguísticas de textos do período inicial, que são escritos usando adaptações de caracteres chineses. A situação foi transformada em 1446 com a introdução do alfabeto Hangul, de modo que o Coreano Médio tardio fornece os dados essenciais para a história da Coreia.

### Fonologia
O sistema fonológico do coreano antigo não pode ser estabelecido "com certeza", e seu estudo baseia-se principalmente no rastreamento de elementos da fonologia da Coreia do Sul. Os linguistas como Lee Ki-Moon e S. Roberts Ramsey argumentam que o coreano antigo tinha uma prosódia mais simples que o coreano médio, e que a influência dos tons chineses estava entre as razões da tonogênese coreana. A hipótese de que o coreano antigo originalmente não tinha tom fonêmico é sustentada pelo fato de que a maioria dos substantivos do coreano médio se conforma a um padrão tonal, a tendência dos escribas coreanos antigos de transcrever substantivos próprios do coreano antigo com caracteres de tom de nível chinês,  e os acentos nos substantivos próprios coreanos dados pela história japonesa Nihon Shoki, que sugerem que coreano antigo distinguia apenas o tom de entrada entre os quatro tons chineses.
O sistema fonêmico do coreano do século XV consistia em vinte e duas consoantes e sete vogais: oclusivas surdas /p/, /t/, /c/, /k/, oclusivas aspiradas /ph/, /th/, /ch/, /kh/, oclusivas tensas /p', t', c', k'/, fricativas vozeadas /β, z/,  fricativas alveolares /s/, /h/, fricativas tensas /s´/, /h´/, nasais /m, n, ŋ/, líquida /l/, vogais altas /i, ɨ, u/, vogais médias /ə, o/, e vogais baixas /a, ɔ/.
As consoantes aspiradas do coreano médio e moderno também surgiram de grupos com *k ou *h. Parece que o processo começou com *t e *c, estendido para *p e finalmente para *k.
O coreano médio tardio tinha uma série de fricativas sonoras, /β/ ⟨ㅸ⟩, /z/ ⟨ㅿ⟩ e /ɦ/ ⟨ㆁ⟩. Eles ocorreram apenas em ambientes limitados e acredita-se que tenham surgido da lenição de / p /, / s / e / k /, respectivamente. Essas fricativas desapareceram na maioria dos dialetos modernos, mas alguns dialetos no sudeste e nordeste (incluindo Yukjin) mantêm /p/, /s/ e /k/ nessas palavras.  Algumas, mas não todas, ocorrências de /l/ ⟨ㄹ⟩ são atribuídas à lenição de /t/.
|             | Bilabial | Alveolar | Palatal | Velar |
| ----------- | -------- | -------- | ------- | ----- |
| Nasal       | *m       | *n       |         | *ŋ    |
| Oclusiva    | *p       | *t       | *c      | *k    |
| Fricativa   |          | *s       |         | *h    |
| Tepe        |          | *r       |         |       |
| Aproximante |          |          | *j      |       |

A consoante *r não ocorre inicialmente em palavras nativas, uma característica tipológica compartilhada com as línguas "altaicas".As distinções no uso fonográfico dos caracteres chineses 乙 e 尸 sugerem que o antigo coreano provavelmente tinha dois líquidos, que se fundiram como coreano médio l.
Com base do empréstimo do Mongol médio e transcrições no Jìlín lèishì, Lee Ki-Moon defendeu uma mudança vocálica coreana entre os séculos 13 e 15, uma mudança em cadeia envolvendo cinco dessas vogais. William Labov descobriu que essa mudança proposta seguia princípios diferentes para todas as outras mudanças em cadeia que ele pesquisou. [61] A base filológica da mudança também foi questionada. Uma análise baseada em leituras sino-coreanas leva a um sistema mais conservador:
|          | Frontal       | Central       | Posterior     |
| -------- | ------------- | ------------- | ------------- |
| Fechadas | *i > [i] ⟨ㅣ⟩ | *ɨ > [ɨ] ⟨ㅡ⟩ | *u > [u] ⟨ㅜ⟩ |
| Meio     | *e > [ə] ⟨ㅓ⟩ | *ə > [ʌ] ⟨ㆍ⟩ | *o > [o] ⟨ㅗ⟩ |
| Abertas  |               | *a > [a] ⟨ㅏ⟩ |               |

As vogais *ɨ > [ɨ] e *ə > [ʌ] têm uma distribuição limitada no coreano médio sugerindo que *ɨ e *ə não acentuados sofreram síncope. Eles também podem ter se fundido com *e na posição inicial acentuada ou após *j. Alguns autores propuseram que o coreano médio tardio [jə] ⟨ㅕ⟩ reflete uma oitava vogal protocoreana, com base em sua alta frequência e em uma análise da harmonia da raiz da língua. A escrita final do coreano médio atribui a cada sílaba um dos três contornos de altura: baixo (não marcado), alto (um ponto) ou crescente (dois pontos). Acredita-se que o tom ascendente seja secundário, surgindo de uma contração de uma sílaba com tom grave com outra sílaba aguda. Há algumas evidências de que os níveis de altura após o primeiro tom agudo não eram distintos, de modo que o coreano médio era uma língua com acento agudo, em vez de uma língua tonal. Na protolíngua, o acento provavelmente não era distinto para os verbos, mas pode ter sido para os substantivos, embora com uma preferência pelo acento na sílaba final.

### Morfossintaxe
O coreano usa várias partículas posposicionais para indicar o caso e outras relações. O sufixo de caso nominativo moderno -i é derivado de um marcador de caso ergativo *-i.
No coreano moderno, os verbos são formas encadernadas que não podem aparecer sem um ou mais sufixos flexionais. Em contraste, os radicais do verbo do coreano antigo podem ser usados independentemente, particularmente em verbos compostos verbo-verbo, onde o primeiro verbo era tipicamente uma raiz não flexionada.

### Vocabulário
Os pronomes do coreano antigo eram escritos com os caracteres chineses para os pronomes chineses correspondentes, portanto, sua pronúncia deve ser inferida das formas do coreano médio. Os pronomes pessoais conhecidos são *na 'eu', *uri 'nós' e *ne 'você'.
|    | Protocoreano      | Coreano Médio | Jeju                |
| -- | ----------------- | ------------- | ------------------- |
| 1  | *hət(V)- / *hətan | hʌnáh         | hʌna, hana          |
| 2  | *tupɨr            | tǔlh          | tul                 |
| 3  | *se- / *seki      | sə̌jh          | set, sit            |
| 4  | *ne / *neki       | nə̌jh          | net, nwit           |
| 5  | *tasə             | tasʌ́s         | tasʌt, tasət        |
| 6  | *jəsəs            | jəsɨ́s         | jəsət, jʌsɨt, jʌsʌt |
| 7  | *nilkup           | nilkúp        | ilkop               |
| 8  | *jətərp           | jətɨ́lp        | jʌtʌp, jʌtap, jʌtʌl |
| 9  | *ahop             | ahóp          | ahop, aop           |
| 10 | *jer              | jə́lh          | jəl                 |

## Tipologia
As variedades do coreano moderno têm um contraste de três vias entre as oclusivas e africadas simples, aspiradas e tensionadas, mas o protocoreano é reconstruído com um único conjunto, como protojaponês e Ainu, mas ao contrário de tungústica, mongólica e turco, que apresentam um contraste de voz o coreano também se assemelha ao japonês e ao Ainu por ter uma única consoante líquida, enquanto seus vizinhos continentais tendem a distinguir /l/ e /r/.
A maioria das variedades modernas (exceto Jeju e alguns dialetos do norte) tem uma forma de acento, marcada pelo comprimento da vogal em dialetos centrais e acento no nordeste e sudeste. A posição desse acento é determinada pela primeira sílaba aguda do coreano médio.  Um acento semelhante é encontrado nas línguas japônicas e ainu, mas não nas tungúsicas, mongólicas ou turcomanas.
Como outras línguas no nordeste da Ásia, o coreano tem morfologia aglutinativa e ordem de palavra de núcleo final, com ordem sujeito-objeto-verbo, modificadores precedendo substantivos e posposições (partículas).